# Christian Fürchtegott Gellert
Christian Furchtegott Gellert (Hainichen, Sajonia, 4 de julio de 1715 - Leipzig, Sajonia, 13 de diciembre de 1769) fue un poeta y filósofo alemán de la Ilustración, especialmente recordado por sus Fábulas e Himnos.

## Biografía
Quinto hijo de un vicario protestante de escasos medios, Gellert nació en Hainichen (Sajonia). Su hermano mayor Christlieb Ehregott Gellert se hizo conocido como metalúrgico y mineralogista. Tras asistir al muy prestigioso Sächsisches Landesgymnasium Sankt Afra en Meissen, donde conoció al escritor satírico Gottlieb Wilhelm Rabener, ingresó en la Universidad de Leipzig en 1734 como estudiante de teología, si bien interrumpió sus estudios en 1738 porque su familia ya no podía permitirse sufragar el coste. Por eso trabajó como tutor privado dando clases a jóvenes nobles un par de años; además se familiarizó con la literatura inglesa y francesa y ayudó en la traducción del Dictionnaire Historique et Critique de Pierre Bayle, que había empezado Gottsched. Al regresar a Leipzig en 1741, colaboró en el Bremer Beiträge, una revista literaria sajona fundada por antiguos miembros del círculo neoclasicista de Johann Christoph Gottsched (Karl Christian Gärtner, Johann Andreas Cramer, Johann Adolf Schlegel (padre de los famosos filólogos August Wilhelm y Friedrich), Johann Arnold Ebert, Nikolaus Dietrich Giseke y Friedrich Gottlieb Klopstock) que se habían rebelado contra la plúmbea pedantería del maestro. A causa de su timidez y crónica mala salud, Gellert rechazó la idea de convertirse en pastor protestante. Sin embargo, finalmente concluyó con el título de magister en 1743 y completó sus estudios en la universidad en 1744 con una disertación sobre teoría e historia de la fábula. En 1745 se estableció como Privatdozent o profesor particular de filosofía en su alma mater, la universidad de Leipzig, pronunciando además discursos sobre poesía, retórica y filosofía moral y contando entre sus alumnos a un joven Goethe, quien siempre lo recordó con afecto. En 1751 fue nombrado profesor extraordinario de filosofía, puesto que mantendría hasta su muerte.
Desde finales de 1759, Gellert recibió una pensión anual anónima de 150 táleros de Hans Moritz von Brühl, uno de sus alumnos favoritos. Su salud había sido mala durante mucho tiempo, y también sufría de una aguda aprensión hipocondriaca. Ni las curas ni los viajes a Berlín, Karlsbad y Dresde podían mejorar el estado de ánimo de Gellert. En 1761, preocupado por su salud, incluso rechazó una cátedra completa de filosofía.
Gellert había estado en correspondencia con Leopold Mozart desde 1754. Leopold, su esposa e hijos Wolfgang y Nannerl, lo visitaron el 3 de octubre de 1766 en Zúrich, en el camino de regreso de su importante gira de conciertos por Europa. Falleció en Leipzig en 1769.

## Obras

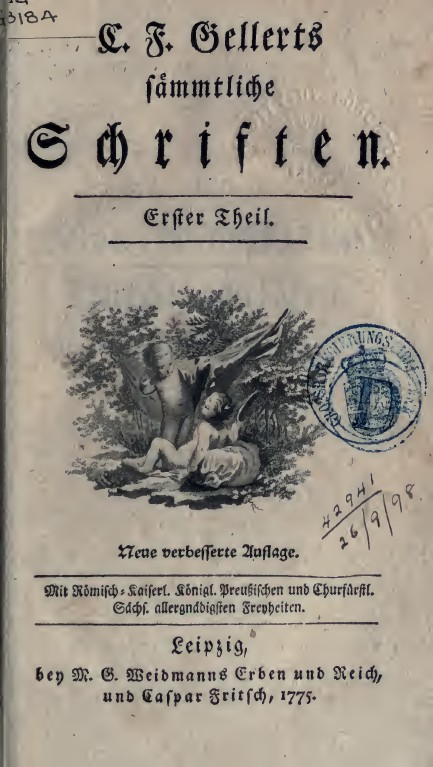
Opere. I (1775)

Gellert fue un profesor muy estimado y venerado por sus alumnos y otros que lo conocieron por su agradable carácter; su incansable amabilidad y generosidad se hicieron pronto conocidas por todos, y además su piedad y humildad no eran afectadas o hipócritas. Si escribió fue para elevar el carácter religioso y moral de la gente, y para ello empleó un lenguaje que, aunque a veces prolijo, siempre fue claro y correcto. Se convirtió así en uno de los autores alemanes más populares, y algunos de sus poemas gozaron de una celebridad desproporcionada respecto a su valor literario. Su inmensamente exitosa colección de fábulas e historias en verso, Fabeln und Erzählungen, publicada por primera vez en 1746 y ampliada con una segunda parte en 1748, asentó su reputación literaria. Y una colección comparablemente popular de poemas e himnos religiosos, Geistliche Oden und Lieder, apareció en 1758.
Gran parte de la fama de Gellert se debe a la época en que vivió y escribió, en que la literatura alemana estuvo dominada estrictamente por las reglas neoclásicas de la escuela de Gottsched. Un grupo de jóvenes enérgicos, uno de los cuales era Gellert, resolvió liberarse de lo que se consideraban trabas y convenciones pedantes, comenzando una revolución que finalmente consumaron Schiller y Goethe. Karl Philipp Moritz, en sus viajes a Inglaterra en 1782, comentó: "Entre nosotros los alemanes... No puedo pensar en el nombre de ningún poeta más allá del de Gellert que venga fácilmente a la mente de la gente común [en Londres]".
Las fábulas, para las que Gellert tomó como modelo a La Fontaine, son sencillas y didácticas. Sus poemas religiosos fueron adoptados como himnos por católicos y protestantes por igual. El más conocido de sus himnos es "Die Ehre Gottes aus der Natur / La gloria de Dios en la Naturaleza". Gellert escribió algunas comedias sentimentales al estilo de Marivaux: Die Betschwester / La hermana que ora (1745), Die kranke Frau / La mujer enferma (1747), Das Los in der Lotterie (1748) y Die zärtlichen Schwestern / Las hermanas afectadas (1747), la última de las cuales fue muy admirada. Su novela Leben der Schwedischen Gräfin von G. / Vida de la condesa sueca de G. (1746), una débil imitación de la Pamela o la virtud recompensada de Samuel Richardson, es notable por ser el primer intento alemán de crear una novela psicológica.
Además de dar conferencias a grandes audiencias sobre asuntos morales, Gellert mantuvo una amplia correspondencia tanto con extraños como con amigos, especialmente con aquellos que buscaban su consejo sobre cuestiones morales. Considerado también por muchos corresponsales como un maestro de buen estilo, en 1751 publicó, al igual que su referente inglés, Samuel Richardson,  un volumen de cartas modelo, junto con un ensayo sobre la composición de cartas (Briefe, nebst einer praktischen Abhandlung von dem guten Geschmacke in Briefen).

## Legado
Gellert fue muy popular en vida como profesor y poeta (así lo atestigua, por ejemplo, la correspondencia que sostuvo con Christiane Karoline Schlegel, de soltera Lucius) y apenas estuvo expuesto a alguna crítica. Sus obras, especialmente las fábulas, estuvieron entre las más leídas en Alemania en el período de transición entre la Ilustración y el Sturm und Drang; el poeta español de origen alemán Juan Eugenio Hartzenbusch adaptó algunas de ellas y tradujo otras. Christoph Martin Wieland lo convirtió en su "favorito", y Gotthold Ephraim Lessing elogió particularmente el estilo de su correspondencia. A través de su amplio impacto, contribuyó a la formación de un público lector en Alemania y así allanó el camino para los poetas de las siguientes generaciones. Sus comedias llevaron por primera vez al escenario a personajes burgueses en su contexto; la novela Vida de la condesa sueca von G *** fue también un conato novedoso al plantear la ética de la moral burguesa y, como se ha dicho, al atisbar con ella la novela psicológica.
Algunas de sus canciones e himnos fueron musicalizados por Carl Philipp Emanuel Bach y Haydn. Beethoven puso música a seis de los poemas de Gellert como Sechs Lieder Gellerts am Klavier zu singen (1803); los poemas eran todos de los Geistliche Oden und Lieder, incluido "Die Ehre Gottes aus der Natur". Algunos de los poemas de Gellert se convirtieron en himnos, como "Wenn ich, o Schöpfer, deine Macht". En 1857 Berthold Auerbach rindió homenaje a Gellert en su cuento "Gellerts letzte Weihnachten", publicado en su Deutscher Familienkalender / Almanaque familiar alemán

## Ediciones
- ämtliche Schriften de Gellert (primera edición, 10 vols., Leipzig, 1769-1774; última edición, Berlín , 1867).
- Sämtliche Fabeln und Erzählungen se han publicado a menudo por separado, la última edición en 1896.